# Thơ vịnh sử
Thơ vịnh sử là thơ ca vịnh sự kiện và nhân vật lịch sử. Bài thơ vịnh sử nổi tiếng đầu tiên trong lịch sử văn học Trung Quốc là của Ban Cố đời Hán, viết về sự tích nàng Đề Oanh xin chịu tội thay cha, lấy Vịnh sử làm tên bài thơ. Nhưng thơ vịnh sử có thể bắt đầu sớm hơn từ trong Kinh Thi, Ly tao.
Thơ vịnh sử thường được thể hiện bằng các bài thơ theo thể thất ngôn tứ tuyệt hoặc thất ngôn bát cú, có khi là cả một bài thơ dài vài trăm câu lục bát hoặc song thất lục bát. Lời thơ ngâm vịnh sử thường mang ý vị sâu xa hoặc khen ngợi, thán phục, tự hào hoặc phê phán, chê cười những nhân vật nổi tiếng trong lịch sử Việt Nam và Trung Quốc. Các tác giả thơ vịnh sử thường là các nhà sử học hoặc là những người rất am hiểu về lịch sử và đứng trên quan điểm Nho học để đánh giá khen chê các nhân vật lịch sử.Thơ vịnh sử không giản đơn là kể lại sự tích lịch sử hay nhân vật lịch sử, mà chủ yếu là thể hiện nhận thức, chí hướng, tình cảm của người viết, có khi là đồng tình, ngợi ca, có khi là bộc lộ lí tưởng, hoài bão, có khi là bình luận, cảm khái,... và thường là liên hệ sâu sắc với thời đại nhà thơ đang sống.
Sau Ban Cố, thơ vịnh sử ngày càng nhiều, trong Văn tuyển của Tiêu Thống đã có mục Vịnh sử, chọn 21 tác phẩm của 9 người. Về sau thơ vịnh sử sử dụng những tên gọi khác, như thuật cổ, hoài cổ, lãm cổ, cảm cổ, cổ hứng,...
Thơ vịnh sử Việt Nam bắt đầu từ đời Trần, như một số bài thơ của Trần Anh Tông nhưng đến nửa sau thế kỷ 15 thơ vịnh sử mới bắt đầu phát triển, trong đó phải kể đến Cổ tâm bách vịnh (của Lê Thánh Tông) là tập thơ vịnh sử có hệ thống đầu tiên; những bài thơ vịnh nhân vật lịch sử và nhân vật truyền thuyết trong Hồng Đức quốc âm thi tập chính là những bài thơ Nôm vịnh sử vào loại cổ nhất. Việt giám vịnh sử tập (còn gọi là Thoát Hiên vịnh sử thi) của Đặng Minh Khiêm là tập thơ đầu tiên vịnh Nam sử được lưu truyền rộng rãi và làm khuôn mẫu cho nhiều tác gia thơ vịnh sử đời sau.